# Stina Segerström
Stina Segerström (ur. 17 czerwca 1982 w Vintrosa) – szwedzka piłkarka grająca na pozycji obrońcy, zawodniczka KIF Örebro i reprezentacji Szwecji, uczestniczka Mistrzostw Świata 2007 i Mistrzostw Europy 2009. Uczestniczyła też w turnieju olimpijskim w Pekinie (2008).